# Puchar UEFA (1995/1996)
Puchar UEFA 1995/1996 (ang. 1995–1996 UEFA Cup) – 25. edycja międzynarodowego klubowego turnieju piłki nożnej Puchar UEFA, zorganizowana przez Unię Europejskich Związków Piłkarskich w terminie 8 sierpnia 1995 – 15 maja 1996. W rozgrywkach zwyciężyła drużyna Bayern Monachium.

## Runda kwalifikacyjna
| SK Sturm Graz – Slavia Praga 0:1 i 1:1 1 08.08 1995 0:1 Bejbl 83k 2 22.08 1995 0:1 Hysky 45, 1:1 Haas 54 |
| Skonto FC – Maribor Branik 1:0 i 0:2 1 08.08 1995 1:0 Babicevs 12 2 22.08 1995 0:1 Šterbal 17, 0:2 Fričelj 21 |
| Jeunesse Esch – FC Lugano 0:0 i 0:4 1 08.08 1995 2 23.08 1995 0:1 Erceg 18, 0:2 Esposito 34, 0:3 Erceg 45, 0:4 Erceg 54 |
| Slovan Bratysława – NK Osijek 4:0 i 2:0 1 08.08 1995 1:0 Tittel 8, 2:0 Rusnak 15, 3:0 Rusnak 41, 4:0 Faktor 90 2 22.08 1995 1:0 Rusnak 54, 2:0 Luis Gomes 86 (mecz w Zagrzebiu) |
| Dundalk F.C. – Malmö FF 0:2 i 0:2 1 09.08 1995 0:1 J. Pettersson 1, 0:2 A. Andersson 11 (mecz w Drogheda) 2 23.08 1995 0:1 A. Andersson 22, 0:2 FJellström 50 |
| Crusaders F.C. – Silkeborg IF 1:2 i 0:4 1 08.08 1995 0:1 Fernandez 15, 0:2 Larsen 46k, 1:2 Hunter 67 2 22.08 1995 0:1 Larsen 10, 0:2 Fernandez 55, 0:3 Sommer 69, 0:4 Sommer 75 |
| Afan Lido F.C. – RAF Jelgava 1:2 i 0:0 1 08.08 1995 0:1 Zujevs 20, 1:1 Moore 30, 1:2 Bogdans 63 2 22.08 1995 |
| Raith Rovers – GÍ Gøta 4:0 i 2:2 1 08.08 1995 1:0 Dair 21, 2:0 Rougier 47, 3:0 McAnespie 78, 4:0 Cameron 80 2 22.08 1995 1:0 Mclnally 31, 1:1 H. Jarnskor 65, 2:1 Crowford 69, 2:2 M. Jarnskor 85 |
| Sławia Sofia – Olympiakos SFP 0:2 i 0:1 1 08.08 1995 0:1 Ivić 82, 0:2 Juskowiak 90 2 22.08 1995 0:1 Ivić 10 |
| Zimbru Kiszyniów – Hapoel Tel Awiw 2:0 i 0:0 1 08.08 1995 1:0 Gavriliuc 27, 2:0 Rebeja 70 2 22.08 1995 |
| Sparta Praga – Galatasaray SK 3:1 i 1:1 1 08.08 1995 1:0 Nedved 18, 2:0 Lokvenc 23, 2:1 Saunders 56, 3:1 Nedved 73 2 22.08 1995 0:1 Saunders 4, 1:1 Nedved 22 |
| Omonia Nikozja – Sliema Wanderers 3:0 i 2:1 1 08.08 1995 1:0 Valentin 40k, 2:0 Valentin 52, 3:0 Malekos 75 2 22.08 1995 0:1 Suda 43, 1:1 Valentin 70, 2:1 Panayiotou 88 |
| 1. FC Košice – Újpest FC 0:1 i 1:2 1 08.08 1995 0:1 Tiefenbach 40 2 22.08 1995 0:1 Bérczy 55, 0:2 Szanyó 81, 1:2 Weiss 85 |
| Universitatea Krajowa – Dynama Mińsk 0:0 i 0:0 (dog), karne 1:3 1 08.08 1995 2 22.08 1995 |
| Fenerbahçe SK – Partizani Tirana 2:0 i 4:0 1 08.08 1995 1:0 Bülent 71, 2:0 Bolić 87 (mecz w Izmirze) 2 22.08 1995 1:0 Bülent 21, 2:0 Kamalettin 26, 3:0 Bolić 60, 4:0 Aykut 86 |
| Wardar Skopje – Lokomotiw Samtredia 1:0 i 2:0 1 08.08 1995 1:0 Nikolovski 6 2 22.08 1995 1:0 Serafimovski 20, 2:0 Petrevski 39 |
| Kəpəz Gəncə – Austria Wiedeń 0:4 i 1:5 1 08.08 1995 0:1 Mjelde 30, 0:2 Belajić 38, 0:3 Flögel 49, 0:4 Pacult 86 2 22.08 1995 0:1 Mjelde 10, 0:2 Ogris 18, 1:2 Suleimanov 26, 1:3 Mjelde 29, 1:4 Ogris 42, 1:5 Glatzer 64 |
| Apollon Smyrnis – Olimpija Lublana 1:0 i 1:3 1 08.08 1995 1:0 Kola 41 2 22.08 1995 1:0 Kola 2, 1:1 Bozgo 11, 1:2 Bozgo 67, 1:3 Zulić 81 |
| FK Crvena zvezda – Neuchâtel Xamax 0:1 i 0:0 1 08.08 1995 0:1 Wittl 86 2 22.08 1995 |
| Hibernians FC – Czornomoreć Odessa 2:5 i 0:2 1 08.08 1995 0:1 Gusejnow 13, 0:2 Gaszkin 22, 1:2 Lawrence 28, 1:3 Musolitin 39, 1:4 Musolitin 57, 1:5 Kardasz 48, 2:5 Sultana 87 2 22.08 1995 0:1 Kozakiewicz 34, 0:2 Musolitin 77 |
| SK Tirana – Hapoel Beer Szewa 0:1 i 0:2 1 08.08 1995 0:1 Ziberlis 1 2 22.08 1995 0:1 Gusiew 20, 0:2 Avigdor 23 |
| Dinamo Bukareszt – Lewski Sofia 0:1 i 1:1 (dog) 1 08.08 1995 0:1 G. Iwanow 29 2 22.08 1995 1:0 Lupu 70, 1:1 Wasiliew 110 |
| Zagłębie Lubin – Szirak Giumri 0:0 i 1:0 1 08.08 1995 2 22.08 1995 1:0 Machaj 23 (mecz w Erywaniu) |
| Botew Płowdiw – Dinamo Tbilisi 1:0 i 1:0 1 08.08 1995 1:0 Gerow 45 2 22.08 1995 1:0 Widołow 88 |
| Örebro SK – Avenir Beggen 0:0 i 0:3vo 1 08.08 1995 2 22.08 1995 0:1 Holtz 21, 1:1 Birgirsson 88 (mecz zakończył się remisem 1:1, jednak z powodu nieuprawnionego gracza w drużynie Örebro mecz zweryfikowano na walkower 0:3 dla Avenir) |
| Tampereen Pallo-Veikot – Viking FK 0:4 i 1:3 1 08.08 1995 0:1 Lehtinen 47s, 0:2 Østenstad 57, 0:3 Medalen 72, 0:4 Sørloth 86 2 22.08 1995 0:1 Bergersen 4, 0:2 Bergersen 41, 0:3 Sørloth 63, 1:3 Wiss 89k |
| Bangor City – Widzew Łódź 0:4 i 0:1 1 08.08 1995 0:1 Czerwiec 25, 0:2 Czerwiec 42, 0:3 Koniarek 51, 0:4 Koniarek 89 2 22.08 1995 0:1 Pikuta 84 |
| Shelbourne FC – Íþróttabandalag Akraness 0:3 i 0:3 1 08.08 1995 0:1 Gunnlaugsson 22, 0:2 Gunnlaugsson 83, 0:3 Reynisson 87 2 23.08 1995 0:1 Siggi Jönsson 45, 0:2 Ö. Thördarsson 58, 0:3 Petursson 89 |
| Glenavon F.C. – Fimleikafélag Hafnarfjarðar 0:0 i 1:0 1 08.08 1995 2 23.08 1995 1:0 Johnston 65 |
| Brøndby IF – Inkaras Kowno 3:0 i 3:0 1 08.08 1995 1:0 Bo Hansen 13, 2:0 Bjur 44, 3:0 Sand 81 2 22.08 1995 1:0 P. Möller 53, 2:0 Risager 62, 3:0 P. Möller 65 |
| Lillestrøm SK – Tallinna FC Flora 4:0 i 0:1 1 08.08 1995 1:0 Ingelstad 44, 2:0 Ingebrigtsen 61, 3:0 Gulbrandsen 69, 4:0 Gulbrandsen 88 2 22.08 1995 0:1 Korgalidze 52 |
| Motherwell – Myllykosken Pallo-47 1:3 i 2:0 1 08.08 1995 1:0 McSkimming 9, 1:1 Grönholm 13, 1:2 Tiainen 31, 1:3 Manlio 55 2 22.08 1995 1:0 Burns 28, 2:0 Arnott 69 |
| Tirol Innsbruck – RC Strasbourg 1:1 i 1:6 półfinał pucharu Intertoto |
| Karlsruher SC – Girondins Bordeaux 0:2 i 2:2 półfinał pucharu Intertoto |
| Wolny los: S.S. Lazio, A.C. Milan, AS Roma, Inter Mediolan, Olympique Lyon, AJ Auxerre, RC Lens, AS Monaco, Werder Brema, SC Freiburg, 1. FC Kaiserslautern, Bayern Monachium, Real Betis, FC Barcelona, Sevilla FC, Manchester United, Nottingham Forest, Liverpool F.C., Leeds United, SL Benfica, Vitória SC, SC Farense, Lokomotiw Moskwa, Rotor Wołgograd, Spartak Władykaukaz, Standard Liège, Eendracht Aalst, Lierse SK, Roda JC Kerkrade, PSV Eindhoven |

## 1/32 finału
| Austria Wiedeń – Dynama Mińsk 1:2 i 0:1 1 12.09 1995 0:1 Żurawiel 25, 0:2 Szukanow 41, 1:2 Kogler 84 2 26.09 1995 0:1 Biełkiewicz 90 |
| A.C. Milan – Zagłębie Lubin 4:0 i 4:1 1 12.09 1995 1:0 Savičević 11, 2:0 Machaj 47s, 3:0 Weah 67, 4:0 Boban 71 2 26.09 1995 1:0 Eranio 52, 2:0 Simone 63, 2:1 Krzyżanowski 72, 3:1 Boban 86, 4:1 Boban 89                                                         |
| Hapoel Beer Szewa – FC Barcelona 0:7 i 0:5 1 12.09 1995 0:1 de la Peña 4, 0:2 Roger 45, 0:3 Oscar Garcia 62, 0:4 Figo 65, 0:5 Roger 67, 0:6 Roger 78, 0:7 Figo 81 2 26.09 1995 0:1 Guardiola 12, 0:2 Hagi 27, 0:3 Toni Velamazan 51, 0:4 Carreras 61, 0:5 Amor 65 |
| Rotor Wołgograd – Manchester United 0:0 i 2:2 1 12.09 1995 2 26.09 1995 1:0 Nidergaus 16, 2:0 Weretwennikow 24, 2:1 Scholes 59, 2:2 Schmeichel 89 |
| S.S. Lazio – Omonia Nikozja 5:0 i 2:1 1 12.09 1995 1:0 Casiraghi 11, 2:0 Casiraghi 16, 3:0 Rambaudi 53, 4:0 Signori 55k, 5:0 Casiraghi 80k 2 26.09 1995 1:0 Casiraghi 15, 1:1 Xiourouppas 68, 2:1 Di Vaio 74                                                      |
| Neuchâtel Xamax – AS Roma 1:1 i 0:4 1 12.09 1995 1:0 Jeanneret 14, 1:1 Moriero 20 2 26.09 1995 0:1 Balbo 26, 0:2 Fonseca 32, 0:3 Balbo 35, 0:4 Rueda 55s |
| Myllykosken Pallo-47 – PSV Eindhoven 1:1 i 1:7 1 12.09 1995 1:0 Mahlio 29, 1:1 Ronaldo 50 (mecz w Lahti) 2 26.09 1995 0:1 Ronaldo 15, 1:1 Keskitalo 16, 1:2 Ronaldo 45, 1:3 Jonk 57, 1:4 Hoekstra 66, 1:5 Jonk 71, 1:6 Ronaldo 73, 1:7 Ronaldo 81                 |
| Wardar Skopje – Girondins Bordeaux 0:2 i 1:1 1 14.09 1995 0:1 Bancarel 25, 0:2 Bancarel 75 2 28.09 1995 1:0 Serafimovski 58, 1:1 Lizarazu 61k |
| Olympiakos SFP – Maribor Branik 2:0 i 3:1 1 12.09 1995 1:0 Juskowiak 51, 2:0 Skartados 72k 2 26.09 1995 1:0 Ivic 38, 2:0 Skartados 63k, 2:1 Karić 70k, 3:1 Chantzidis 83                                                                                          |
| RC Strasbourg – Újpest FC 3:0 i 2:0 1 12.09 1995 1:0 Zitelli 7, 2:0 Leboeuf 72k, 3:0 Batiole 74 2 28.09 1995 1:0 Mostowoj 9, 2:0 Zitelli 77 |
| Vitória SC – Standard Liège 3:1 i 0:0 1 12.09 1995 0:1 Schepens 3, 1:1 Estevan 21, 2:1 Edinho 68, 3:1 Estevan 88 2 26.09 1995 |
| Fenerbahçe SK – Real Betis 1:2 i 0:2 1 12.09 1995 0:1 Pier 28, 1:1 Aykut 75, 1:2 Sabas 79 2 27.09 1995 0:1 Alexis 21k, 0:2 Canas 37 |
| RC Lens – Avenir Beggen 6:0 i 7:0 1 14.09 1995 1:0 Cámara 11, 2:0 Meyrieu 33, 3:0 Cámara 49, 4:0 Tiéhi 62, 5:0 R. Boli 70, 6:0 Tiéhi 74 2 26.09 1995 1:0 Cámara 20, 2:0 Meyrieu 25, 3:0 R. Boli 40, 4:0 Delmotte 55, 5:0 Tiehi 57, 6:0 Tiehi 72, 7:0 Delmotte 73  |
| Sparta Praga – Silkeborg IF 0:1 i 2:1 1 12.09 1995 0:1 Fernandez 6 2 26.09 1995 1:0 Lokvenc 21, 2:0 Némec 51, 2:1 Duus 52 |
| Lierse SK – SL Benfica 1:3 i 1:2 1 12.09 1995 0:1 Valdo 28k, 1:1 Huysmans 39k, 1:2 Marcelo 54, 1:3 Paulo Bento 64 2 26.09 1995 0:1 João M.V. Pinto 24, 1:1 van Kerckhoven 33, 1:2 Kennedy 60                                                                      |
| Sevilla FC – Botew Płowdiw 2:0 i 1:1 1 12.09 1995 1:0 Šuker 29, 2:0 Šuker 33 2 26.09 1995 1:0 Monchu 57, 1:1 R. Iwanov 68 |
| FC Lugano – Inter Mediolan 1:1 i 1:0 1 12.09 1995 0:1 Roberto Carlos 12, 1:1 Carrasco 67 2 26.09 1995 1:0 Carrasco 85 |
| Viking FK – AJ Auxerre 1:1 i 0:1 1 12.09 1995 0:1 West 14, 1:1 Ulfstein 55 2 26.09 1995 0:1 Silvestre 47 |
| SC Farense – Olympique Lyon 0:1 i 0:1 1 13.09 1995 0:1 Giuly 5 2 26.09 1995 0:1 Sassus 48 |
| Glenavon F.C. – Werder Brema 0:2 i 0:5 1 13.09 1995 0:1 Cardoso 60, 0:2 Vier 88 2 27.09 1995 0:1 Hobsch 26, 0:2 Hobsch 35, 0:3 Basler 37k, 0:4 Hobsch 39, 0:5 Borowka 66                                                                                          |
| Bayern Monachium – Lokomotiw Moskwa 0:1 i 5:0 1 12.09 1995 0:1 Charłacziow 71 2 26.09 1995 1:0 Klinsmann 26, 2:0 Klinsmann 34, 3:0 Herzog 38, 4:0 Scholl 54, 5:0 Strunz 78                                                                                        |
| Malmö FF – Nottingham Forest 2:1 i 0:1 1 12.09 1995 0:1 Woan 36, 1:1 J. Persson 59, 2:1 A. Andersson 72 2 26.09 1995 0:1 Roy 69 |
| Czornomoreć Odessa – Widzew Łódź 1:0 i 0:1 (dog), karne 6:5 1 12.09 1995 1:0 Kozakiewicz 87 2 26.09 1995 0:1 Michalczuk 81 |
| AS Monaco – Leeds United 0:3 i 1:0 1 12.09 1995 0:1 Yeboah 3, 0:2 Yeboah 64, 0:3 Yeboah 80 2 26.09 1995 1:0 Anderson Silva 23 |
| Brøndby IF – Lillestrøm SK 3:0 i 0:0 1 12.09 1995 1:0 Bo Hansen 38, 2:0 Eggen 57, 3:0 Bjur 87k 2 26.09 1995 |
| Raith Rovers – Íþróttabandalag Akraness 3:1 i 0:1 1 12.09 1995 1:0 Lennon 14, 1:1 Ö. Thördarsson 44, 2:1 Lennon 66, 3:1 Wilson 79 2 26.09 1995 0:1 Gunnlaugsson 51                                                                                                |
| SC Freiburg – Slavia Praga 1:2 i 0:0 1 12.09 1995 0:1 Novotny 23, 1:1 Todt 78, 1:2 Penička 75 2 26.09 1995 |
| Slovan Bratysława – 1. FC Kaiserslautern 2:1 i 0:3 1 12.09 1995 1:0 Tittel 28, 1:1 Hollerbach 64, 2:1 Sobona 74 2 26.09 1995 0:1 Wegmann 27, 0:2 Wollitz 38, 0:3 Wegmann 56                                                                                       |
| Lewski Sofia – Eendracht Aalst 1:2 i 0:1 1 12.09 1995 0:1 Markov 58s, 1:1 Wasiliew 68, 1:2 Paas 77 2 26.09 1995 0:1 Lamberg 59 |
| Spartak Władykaukaz – Liverpool F.C. 1:2 i 0:0 1 12.09 1995 1:0 Kasimow 20, 1:1 McManaman 36, 1:2 Redknapp 53 2 26.09 1995 |
| Zimbru Kiszyniów – RAF Jelgava 1:0 i 2:1 1 12.09 1995 1:0 Testimitanu 40 2 26.09 1995 1:0 Gavriliuc 5, 2:0 Gavriliuc 25, 2:1 Zujevs 76 |
| Roda JC Kerkrade – Olimpija Lublana 5:0 i 0:2 1 12.09 1995 1:0 van Galen 3, 2:0 Roelofsen 23, 3:0 Babangida 34, 4:0 Graef 44, 5:0 de Kock 68k 2 26.09 1995 0:1 Bozgo 37k, 0:2 Zulić 74k                                                                           |

## 1/16 finału
| Brøndby IF – Liverpool F.C. 0:0 i 1:0 1 13.10 1995 2 31.10 1995 1:0 Eggen 78 |
| Leeds United – PSV Eindhoven 3:5 i 0:3 1 13.10 1995 1:0 Speed 5, 1:1 Eykelkamp 11, 1:2 Vink 35, 1:3 Jonk 39, 2:3 Palmer 48, 3:3 McAllister 72, 3:4 Nilis 83, 3:5 Nilis 88 2 31.10 1995 0:1 Cocu 11, 0:2 Pemberton 43s, 0:3 Cocu 74 |
| AJ Auxerre – Nottingham Forest 0:1 i 0:0 1 13.10 1995 0:1 Stone 23 2 31.10 1995 |
| Raith Rovers – Bayern Monachium 0:2 i 1:2 1 13.10 1995 0:1 Klinsmann 7, 0:2 Klinsmann 74 (mecz w Edynburgu) 2 31.10 1995 1:0 Herzog 43s, 1:1 Klinsmann 52, 1:2 Babbel 64                                                           |
| Werder Brema – Dynama Mińsk 5:0 i 1:2 1 13.10 1995 1:0 Sztaniuk 53s, 2:0 Basler 64, 3:0 Hobsch 72, 4:0 Basler 83, 5:0 Bode 88 2 31.10 1995 1:0 Bode 25, 1:1 Chackiewicz 76k, 1:2 Szukanow 90                                       |
| 1. FC Kaiserslautern – Real Betis 1:3 i 0:1 1 18.10 1995 0:1 Alfonso 45, 1:1 Koch 46, 1:2 Alexis 54, 1:3 Alfonso 73 2 01.11 1995 0:1 Jarni 55                                                                                      |
| Olympique Lyon – S.S. Lazio 2:1 i 2:0 1 13.10 1995 1:0 Devaux 15, 1:1 Winter 22, 2:1 Déplace 69 2 31.10 1995 1:0 Maurice 21, 2:0 Assadourian 57                                                                                    |
| AS Roma – Eendracht Aalst 4:0 i 0:0 1 13.10 1995 1:0 Vanderhaeghe 6s, 2:0 van der Hoorn 51s, 3:0 Balbo 69, 4:0 Totti 77 2 31.10 1995                                                                                               |
| RC Strasbourg – A.C. Milan 0:1 i 1:2 1 17.10 1995 0:1 Simone 80 2 02.11 1995 0:1 R. Baggio 28, 0:2 R. Baggio 44k, 1:2 Sauzée 45 |
| FC Barcelona – Vitória SC 3:0 i 4:0 1 13.10 1995 1:0 Kodro 45, 2:0 Kodro 66, 3:0 Celades 76 2 31.10 1995 1:0 Kodro 18, 2:0 Oscar Garcia 61, 3:0 Celades 66, 4:0 Sergi 77                                                           |
| Sevilla FC – Olympiakos SFP 1:0 i 1:2 (dog) 1 13.10 1995 1:0 Juanito 90 2 31.10 1995 0:1 Sapanis 72, 0:2 Juskowiak 93k, 1:2 Šuker 110                                                                                              |
| SL Benfica – Roda JC Kerkrade 1:0 i 2:2 1 13.10 1995 1:0 Panduru 78 2 31.10 1995 0:1 D. Hesp 60, 0:2 Trost 72, 1:2 Hassan 85, 2:2 Hassan 90                                                                                        |
| FC Lugano – Slavia Praga 1:2 i 0:1 1 13.10 1995 0:1 Vágner 19, 0:2 Penička 25, 1:2 Szalimow 83 2 31.10 1995 0:1 Smicer 62 |
| Czornomoreć Odessa – RC Lens 0:0 i 0:4 1 13.10 1995 2 01.11 1995 0:1 Meyrieu 14, 0:2 Vairelles 19, 0:3 Dehu 25, 0:4 Foe 77 |
| Sparta Praga – Zimbru Kiszyniów 4:3 i 2:0 1 13.10 1995 1:0 Frýdek 20, 2:0 Nedved 45k, 2:1 Sucharev 56, 3:1 Nedved 57, 4:1 Budka 58, 4:2 Testimitanu 62, 4:3 Testimitanu 90k 2 31.10 1995 1:0 Koller 45, 2:0 Vonásek 63             |
| Girondins Bordeaux – Rotor Wołgograd 2:1 i 1:0 1 13.10 1995 0:1 Huard 40s, 1:1 Histilloles 47, 2:1 Richard Witschge 90k 2 31.10 1995 1:0 Bancarel 83                                                                               |

## 1/8 finału
| PSV Eindhoven – Werder Brema 2:1 i 0:0 1 21.11 1995 1:0 Ronaldo 9k, 1:1 Bode 55, 2:1 Nilis 84 2 05.12 1995 |
| Bayern Monachium – SL Benfica 4:1 i 3:1 1 21.11 1995 1:0 Klinsmann 27, 1:1 Dimas 31, 2:1 Klinsmann 32, 3:1 Klinsmann 43, 4:1 Klinsmann 46 2 05.12 1995 0:1 Valdo 13, 1:1 Klinsmann 33, 2:1 Klinsmann 66, 3:1 Herzog 83 |
| Nottingham Forest – Olympique Lyon 1:0 i 0:0 1 21.11 1995 1:0 McGregor 83 2 05.12 1995 |
| Brøndby IF – AS Roma 2:1 i 1:3 1 21.11 1995 0:1 Fonseca 16, 1:1 P. Moller 45, 2:1 Bjur 79 2 05.12 1995 0:1 Totti 23, 0:2 Balbo 71, 1:2 P. Moller 84, 1:3 Carboni 89                                                    |
| A.C. Milan – Sparta Praga 2:0 i 0:0 1 23.11 1995 1:0 Weah 31, 2:0 Weah 76 2 07.12 1995 |
| Girondins Bordeaux – Real Betis 2:0 i 1:2 1 21.11 1995 1:0 Dutuel 23, 2:0 Croci 83 2 06.12 1995 1:0 Zidane 3, 1:1 Alexis 30, 1:2 Stosić 45                                                                             |
| Sevilla FC – FC Barcelona 1:1 i 1:3 1 21.11 1995 1:0 Šuker 47, 1:1 Hagi 69 2 05.12 1995 0:1 Bakero 61, 0:2 Popescu 80, 1:2 Moya 81, 1:3 Roger 82                                                                       |
| Slavia Praga – RC Lens 0:0 i 1:0 (dog) 1 21.11 1995 2 03.12 1995 1:0 Poborský 96 |

## 1/4 finału
| FC Barcelona – PSV Eindhoven 2:2 i 3:2 1 05.03 1996 0:1 Nilis 4, 1:1 Bakero 21, 1:2 Nilis 50, 2:2 Abelardo 70 2 19.03 1996 1:0 Bakero 3, 2:0 Figo 22, 2:1 Zenden 43, 2:2 Eykelkamp 65, 3:2 Sergi 80                  |
| Slavia Praga – AS Roma 2:0 i 1:3 (dog) 1 05.03 1996 1:0 Poborský 10, 2:0 Vágner 50 2 19.03 1996 0:1 Moriero 60, 0:2 Giannini 82, 0:3 Moriero 99, 1:3 Vávra 113                                                       |
| A.C. Milan – Girondins Bordeaux 2:0 i 0:3 1 05.03 1996 1:0 Eranio 29, 2:0 R. Baggio 75 2 19.03 1996 0:1 Tholot 14, 0:2 Dugarry 63, 0:3 Dugarry 69                                                                    |
| Bayern Monachium – Nottingham Forest 2:1 i 5:1 1 05.03 1996 1:0 Klinsmann 16, 1:1 Chettle 17, 2:1 Scholl 45 2 19.03 1996 1:0 Ziege 30, 2:0 Strunz 43, 3:0 Klinsmann 65, 4:0 Papin 73, 5:0 Klinsmann 80, 5:1 Stone 85 |

## 1/2 finału
| Bayern Monachium – FC Barcelona 2:2 i 2:1 1 02.04 1996 0:1 Oscar Garcia 14, 1:1 Witeczek 52, 2:1 Scholl 57, 2:2 Hagi 77 2 16.04 1996 1:0 Babbel 39, 2:0 Witeczek 84, 2:1 de la Peña 89 |
| Slavia Praga – Girondins Bordeaux 0:1 i 0:1 1 02.04 1996 0:1 Dugarry 9 2 16.04 1996 0:1 Tholot 46                                                                                      |

## Finał
| Bayern Monachium – Girondins Bordeaux 2:0 i 3:1 |
| 1 maja 1996 Monachium Olympiastadion (63 000) Bayern Monachium – Girondins Bordeaux 2:0 (1:0) Sędzia: Serge Muhmenthaler (Szwajcaria) Bramki: 1:0 Thomas Helmer 34, 2:0 Mehmet Scholl 60 Żółte kartki: Jean-Pierre Papin / Philippe Lucas, Laurent Croci, Richard Witschge Fußball-Club Bayern München (trener Franz Beckenbauer): Oliver Kahn, Lothar Matthäus (54 Dieter Frey), Thomas Helmer, Markus Babbel, Dietmar Hamann, Ciriaco Sforza, Oliver Kreuzer, Mehmet Scholl, Christian Ziege, Jürgen Klinsmann, Jean-Pierre Papin (70 Marcel Witeczek) Football Club des Girondins de Bordeaux (trener Gernot Rohr): Gaëtan Huard – Jakob Friis-Hansen, Jean-Luc Dogon, François Grenet, Bixente Lizarazu, Philippe Lucas, Laurent Croci, Daniel Dutuel, Richard Witschge, Anthony Bancarel, Didier Tholot (90 Cédric Anselin) |
| 15 maja 1996 Bordeaux Parc Lesure (36 000) Girondins Bordeaux – Bayern Monachium 1:3 (0:0) Sędzia: Wadim Żuk (Białoruś) Bramki: 0:1 Mehmet Scholl 53, 0:2 Emil Kostadinow 65, 1:2 Daniel Dutuel 76, 1:3 Jürgen Klinsmann 78 Żółte kartki: Richard Witschge, Laurent Croci, Christophe Dugarry, Didier Tholot / Thomas Helmer, Dieter Frey, Markus Babbel Football Club des Girondins de Bordeaux (trener Gernot Rohr): Gaëtan Huard – Anthony Bancarel, Jakob Friis-Hansen, Jean-Luc Dogon, Bixente Lizarazu (31 Cédric Anselin), Laurent Croci (57 Daniel Dutuel), Philippe Lucas (81 François Grenet), Zinedine Zidane, Richard Witschge, Didier Tholot, Christophe Dugarry Fußball-Club Bayern München (trener Franz Beckenbauer): Oliver Kahn – Lothar Matthäus, Markus Babbel, Thomas Helmer, Thomas Strunz, Ciriaco Sforza, Dieter Frey (60 Alexander Zickler), Mehmet Scholl, Christian Ziege, Jürgen Klinsmann, Emil Kostadinow (75 Marcel Witeczek) |